# Kroniki Wojen Duszków

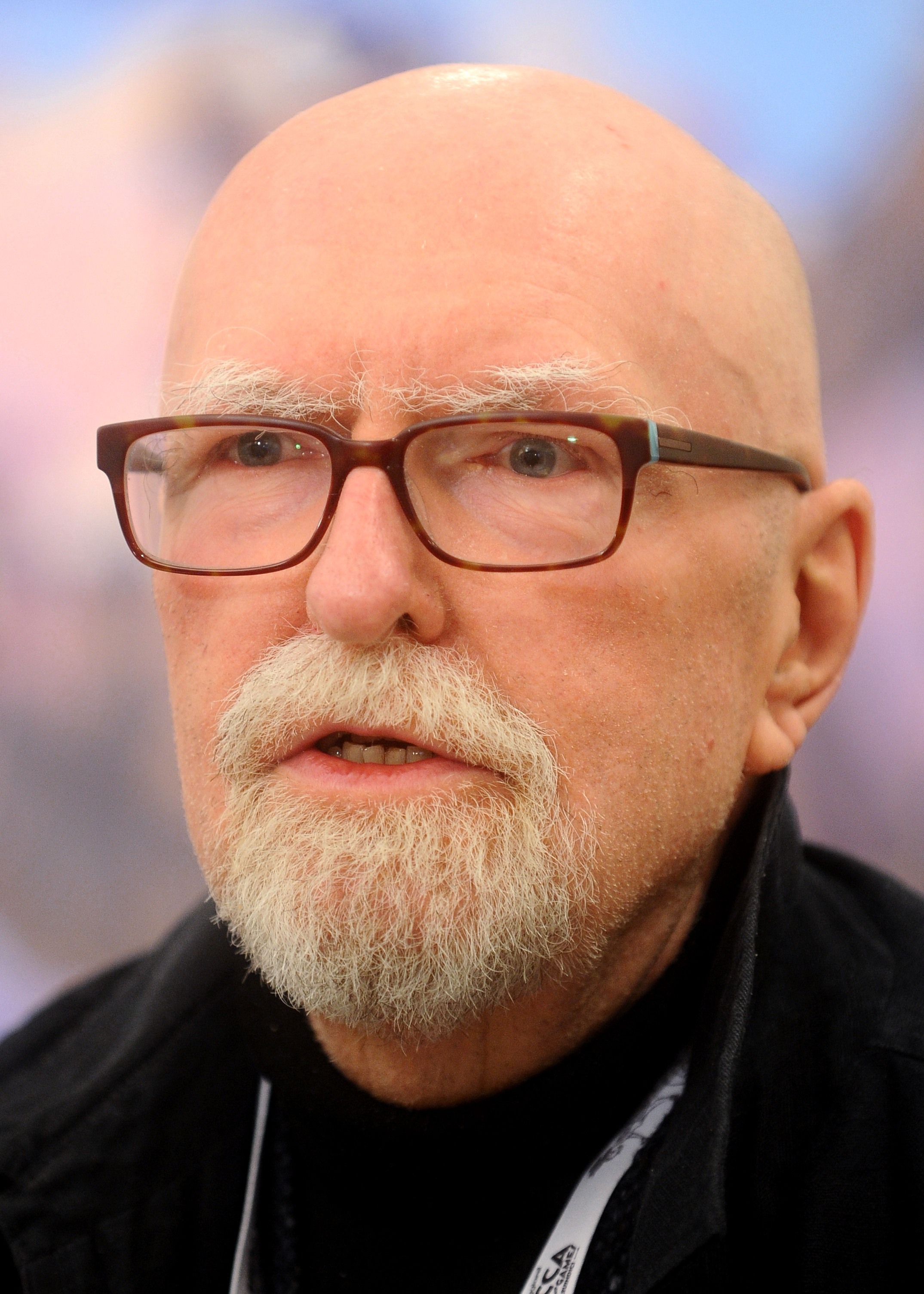
James Herbert Brennan, autor serii

Kroniki Wojen Duszków – seria fantasy dla młodzieży, autorstwa irlandzkiego pisarza Jamesa Herberta Brennana. Pierwsza część cyklu (Wojny Duszków) została w Wielkiej Brytanii opublikowana przez wydawnictwo Bloomsbury Publishing, a w Polsce – Dom Wydawniczy Rebis.
Bloomsbury wydało serię także w USA.